# نیل العینوی
نیل العینوی (انگلیسی: Neil El Aynaoui؛ زادهٔ ۲ ژوئیهٔ ۲۰۰۱) بازیکن فوتبال اهل فرانسه است که در پست هافبک بازی می‌کند.